# G
Gは、ラテン文字（アルファベット）の7番目の文字。小文字は g 。元来はギリシャ文字のΓ（ガンマ）に由来し、キリル文字のГに相当する。
紀元前3世紀頃のラテン語で、ギリシャ文字のΓ（ガンマ）に由来するCの字形に手を加えヒゲを付けて新たに作られた文字であり、無声 /k/、有声 /g/ の区別を付ける後者の文字として作られた。アルファベット順の位置は、古ラテン語までのΖ（ゼータ、今日のラテン文字のZ）の位置に置き換えた。

## 字形

小文字gの2つの字形

筆記体

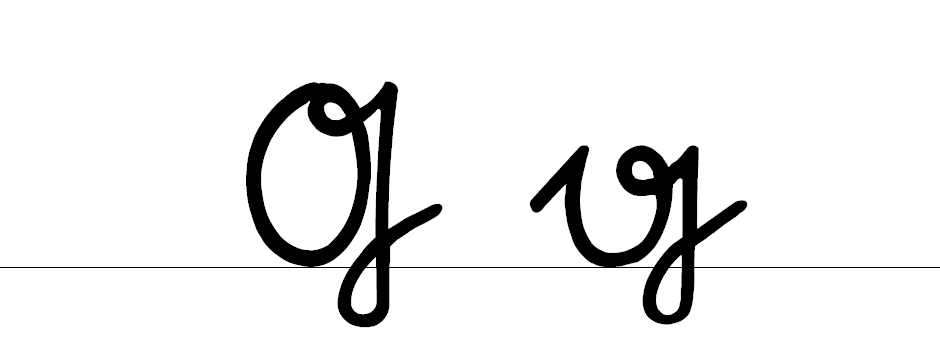
ジュッターリーン体

大文字は、本来は、Cの右下の終端から真下にデセンダー（ベースラインの下）までステム（縦棒）を伸ばして左下へ払った字形である。なお、「I」から「J」を作ったのも同じ字形変化である。
近代にはステムは短くなり、ベースラインにも達しないようになった。また、Cの最後から下におろすのではなく、円弧の最後の部分と一体化することも多い。
ステムの上端にはセリフ（Iの上端などにある短く細い横棒）がある。サンセリフでは通常セリフは表さないが、Gに関してはステムのセリフを強調し、エジプシャン（セリフをステムと同じ太さで、つまり「I」を「エ」のように書くフォント）のように表現する。この場合、ステム自体は省略し、セリフの横棒だけを書くことも多い。
フラクトゥールでは{\displaystyle {\mathfrak {G}}}。
大文字の筆記体では、Cの右下の終端に、縦棒を下に付け、ベースラインの下にはみ出して左に回転し、しばしばそのまま右上に伸びて縦棒を突き抜ける形が取られることがある。
小文字では、ステムはcの最後から伸ばすのではなく、xハイト（小文字のxの高さ）から下に伸ばす。そのため、cのカウンター（線に囲まれた空白部分）は完全に閉じる。フラクトゥールの{\displaystyle {\mathfrak {g}}}もそうである。
小文字では、しばしば下に降りる縦線が左に大きく湾曲し、印刷書体に使われる。

## 呼称
- 拉・独・洪・尼・スラヴ語：ゲー [gɛː], [geː]
- 土：ゲ [ge]
- 仏：ジェ
- 葡：ジェー [ʒeː]
- 伊：ヂ
- 羅：ヂェ
- 英: gee（ヂー）[dʒiː]
- 蘭：ヘー [ɣeː]
- 西：ヘ [xe]
- エス：ゴー [ɡoː]
- 越：ゼー
- 日：ジー [d͡ʑiꜜː]

## 音価
この文字が表す音素 /g/ の音価は、有声軟口蓋破裂音 [ɡ] ないし、その類似の軟口蓋音が主である。
[g] で発音するのを「固い (hard) g」、摩擦音や破擦音 [d͡ʒ] で発音するのを「柔らかい (soft) g」と呼ぶ (固いGと柔らかいG)。
- IPAの [ɡ] は有声軟口蓋破裂音を表す。このときの文字は「」のグリフの内、左の字体ではなく右の字体を使わなければならないため、Unicodeでは通常の小文字「g」とは別の文字コード（U+0261）を当てた文字「ɡ」を使う。またスモールキャピタル[ɢ]（U+0262）は有声口蓋垂破裂音を表す。なお、「ɡ」と「ɢ」の右上に曲がりを付けた[ɠ]（U+0260）は軟口蓋入破音を、[ʛ]（U+029B）は口蓋垂入破音を表す。
- ロマンス語では、前舌母音である e, i (, y) の直前で口蓋化し「柔らかい g」になる。
  - フランス語、ポルトガル語では「柔らかい g」を有声後部歯茎摩擦音 [ʒ](IPA) = [Z](X-SAMPA) で発音する。前舌母音の直前の [ɡ] は gu- と綴る。
  - イタリア語、ルーマニア語、教会ラテン語では有声後部歯茎破擦音 [d͡ʒ](IPA) = [dZ](X-SAMPA) で発音する。[ɡ] は gh- と綴る。
  - スペイン語では無声軟口蓋摩擦音 [x] で発音する。[ɡ] は gu- と綴る。
  - 英語はロマンス語ではないが、古フランス語やラテン語からの借用語が多く、ロマンス語と同様に前舌母音の直前の g が口蓋化し、 [d͡ʒ] と発音される（例: gentle [d͡ʒɛntl], genius [d͡ʒiːnɪəs]）。英語における「前舌母音の直前」とは発音ではなく綴りが基準である（例: giant [d͡ʒaɪənt]）。[ɡ] は gu- と綴る（例: guide [ɡaɪd]）。ただし、古ノルド語からの借用語には例外もある（例: get [ɡɛt], give [ɡɪv]）。
- ドイツ語では語末や無声子音の前で無声化し [k] となる。ただし、語尾の -ig の g は標準ドイツ語ならこの g を無声硬口蓋摩擦音 [ç](IPA) = [C](X-SAMPA) で発音する。 (例：Tag, Dialog, (fünfund-)dreißig)
- スウェーデン語では「柔らかい g」は硬口蓋接近音 [j]で発音する。また、語末の -rg/-lgも [-rj] 、 [-lj] となる。
- フランス語では、語末のgを黙字化する。ただし、母音で始まる単語が後続する場合、リエゾンして[ɡ]を発音する。
- スペイン語、ポルトガル語では、母音間で「固い g」が摩擦音化し、有声軟口蓋摩擦音 [ɣ] になる。
- オランダ語では有声軟口蓋摩擦音 [ɣ], 有声硬口蓋摩擦音 [ʝ] を表す。
- ベトナム語ではフランス語の綴りの影響を受けているため、母音字 i、ê、e の前では有声後部歯茎摩擦音 [ʒ]を、他の母音の前では有声軟口蓋摩擦音 [ɣ] を表す。
- 非ラテン文字圏の言語をローマ字表記する場合でも、一般的に[ɡ]やその近似音に使われる。eやi,yが後続する場合であってもgのままで、guとはしないことが多い。有声無声の区別が無いが有気無気の区別がある言語の場合、方式によっては無気音の方に割り当てられ、その場合無声で[k]と発音されることもある。
  - 日本語のローマ字表記では、訓令式、ヘボン式共にガ行の子音 /ɡ/ に用いる。したがって、発音は軟口蓋破裂音 [ɡ] だけではなく、鼻濁音の子音である語中の軟口蓋鼻音 [ŋ] も表す。
  - 朝鮮語のローマ字表記では、文化観光部2000年式の場合、有声、無声にかかわらず初声のㄱ（母音が後続する場合）に用いられる。マッキューン＝ライシャワー式では有声で発音される場合のみ初声ㄱに用いる。
  - 中国語やその方言のピンインでは無気無声軟口蓋破裂音 [k] を表す。ただし、ウェード式では [ɡ] である。
  - 中国南方の方言では、広東省教育部門式の広東語ローマ字のように音節頭では無気無声軟口蓋破裂音の [k] を表すが、音節末では軟口蓋内破音 [k̚] を表す例もある。
- チワン語でも音節頭では中国語と同様に無気無声軟口蓋破裂音 [k] を表すが、音節末では中促調を持つ軟口蓋内破音 [k̚] を表す。
- マレー語では音節頭では有声軟口蓋破裂音の [g] を表すが、音節末での実際の発音は軟口蓋内破音 [k̚] である。
- 多くの言語で、ng と綴ると軟口蓋鼻音 [ŋ] を表すが、/g/とは別の音素である例が多い。

## G の意味

### 大文字G

#### 学術的な記号・単位
- 万有引力定数
- 単位記号
  - 標準重力加速度を1とした加速度の単位。「6G」など。
  - 磁束密度の単位、ガウス
  - 国際単位系で10億 (10003 = 109) を表す接頭語ギガ (G)。
  - 情報工学分野では現在は公式には Gi で表す 230 = 10243 の意味でも使われる。
- コンダクタンスを表す記号。
- ガロワ群
- 幾何学で、重心 (center of gravity) を表す記号として用いられることがある。
- 群 (group) を表す記号として用いられることがある。
- 十六を意味する数字。二十進法など、十七進法以上(参照: 位取り記数法#Nが十を超過)において十六（十進法の16）を一桁で表すために用いられる。
- 音名の1つ（英米式、ドイツ式）。イタリア式では「so」、日本式では「ト」に相当。
  - 音階の5番目の音であることから、音楽関係者の間で5を表す隠語として使われる。例：G（ゲー）千=5000（円）
- 混声合唱 (general)。
- ドイツ語で属格（所有格） Genetiv。
- 光の三原色、RGB のうち緑 (green)。
- 電界効果トランジスタ(FET)、サイリスタの端子の一つ。ゲート (gate)
- 真空管の端子の一つ。グリッド (Grid)
- 発電機 (generator)。
- ガルバノメーター（検流計） (Galvano meter)。
- gパラメータ。二端子対回路（電気回路）における表現手法。
- ケッペンの気候区分の山地気候[要出典]。
- ギブスエネルギー (Gibbs energy) を表す記号。
- 海図の記号で底質が礫。

#### その他の記号
- 先進諸国での首脳会議時に使用される。グループ (group)。G7など。
- 鉄道のサインシステムにおいて使用される路線記号。
  - JR札沼線（学園都市線）(Gakuentoshi)
  - 東京メトロ銀座線 (Ginza) 
  - 横浜市営地下鉄グリーンライン (Green) 
  - JR福知山線 
  - 近鉄生駒線 G
  - JR山陽本線（広島駅〜糸崎駅）(Green)
  - JR予土線（しまんとグリーンライン）(Green)
  - ニューヨーク市地下鉄G線 
  - ブエノスアイレス地下鉄G線 
  - トゥールーズ路面電車 G線 
  - トランスミレニオ G線
- スポーツチーム
  - 日本のプロ野球球団、読売ジャイアンツ (Giants)。同球団のファンのことを2文字で表す際、「G党」と表現される。
  - Jリーグのクラブのガンバ大阪 (Gamba)。
- 公営競技のレースにつけられるグレード (grade) あるいは、ヨーロッパの競馬におけるグループ (group)。
- 英単語「General」より
  - レイティングで、全年齢 (general)。
    - アメリカ合衆国での映画レイティング 。
    - アメリカ合衆国のテレビ番組レイティング 。
    - オーストラリアでの映画・ゲームのレイティング 。
    - ニュージーランドでの映画・ゲームのレイティング 。
    - NHK総合テレビジョン (NHK G・GTV) Generalの頭文字NHKG。
- 電子機器の世代 (generation) を表す。
  - 携帯電話。例：3Gケータイ
  - CPU。例：PowerPC G4
- つけペンの一種、Gペン。
- Gゲージ鉄道模型。縮尺1/22.5 - 1/29、軌間45mmの鉄道模型の通称。
- 俗称
  - ゴム（コンドーム）
  - 自慰。
  - ゴキブリ(Gokiburi)の隠語、俗語。ゴキブリという言葉を口に出したくない時などに使われる。
- 将棋の金将 (Gold)。
- 艦種記号でDD（駆逐艦）に対してDDG（ミサイル駆逐艦）のようにミサイル (guided missile) 搭載を表す。同様に CCG（ミサイル巡洋艦）、FFG（ミサイルフリゲート）などがある。
- NBCユニバーサル・エンターテイメントジャパンがジェネオン・ユニバーサル・エンターテイメントジャパン (GENEON)時代に利用していた略号及びロゴマーク。
- ゴールドウイン (Goldwin) の略号及びロゴマーク。
- Gスポット。
- アメリカンフットボールのポジションの一つガード(guard)。
- 建物の階の表記で地上階（ground floor、米日などの1階）。ヨーロッパ、香港などで使われる。日本でも稀に使われることがある。
- フリーメイソンのシンボル  に描かれた文字。God（神）またはGeometry（幾何学）の意味とされる。
- グッドデザイン賞受賞を表すGマーク。
- ゴースティング。ゲームの実況プレイにおいて、YouTube等での生放送を見ながら同じゲームに参加し、配信者を倒しに行く違反行為。英語圏ではストリームスナイピング (stream sniping) とも呼ばれる。
- 大沢誉志幸の楽曲。アルバムSerious Barbarian IIに収録。先行シングルでもある。
- タナー段階における指標のひとつ、Genitals（生殖器）。

#### 商品名
- Gポイント。NECビッグローブと三井住友カードの合弁会社ジー・プランが運営するポイントサービス。並びにその単位。
- 録画予約番号のGコード。同様のシステムをさらに発展させたGガイド。
- メルセデス・ベンツの車種のGクラス。
- インフィニティの車種のG（日本名：プリメーラ、スカイライン）。
- トヨタのエンジンに関するもの。
  - トヨタ・G型エンジン (初代) - (2代目)
  - エンジン形式のハイフンの直後の"G"はスポーツ指向のツインカムを意味する。（例：4A-GE、3S-GTE、2JZ-GTE）
- カシオの電子機器の商品名。
  - 腕時計のG-SHOCK。
  - 携帯電話のG'z One。
  - 目覚まし時計のG'z waqe（現在は販売終了）。

#### 架空のもの
- ロールプレイングゲームで通貨単位としてよく使われる。多くの場合、ゴールド (Gold) の頭文字。
- 劇画『ゴルゴ13』の主人公、ゴルゴ13の頭文字。依頼組織の人員が、ゴルゴを示す隠語として用いることが多い。
- 『バイオハザード2』に登場するG-ウイルス。および、それによって誕生したクリーチャーG。
- ガンダムシリーズにおける、ガンダムおよびその派生機体、それらに関係した兵器を示す記号（Gファイター、Gディフェンサー他）。
- アーケードゲーム『ザ・ハウス・オブ・ザ・デッドシリーズ』の登場人物。
- 『ゴジラ』の一部作品（「平成ゴジラ」）作中で、ゴジラの略称。「Gルーム」「G対策」など。
- ドクトルG - 『仮面ライダーV3』などの仮面ライダーシリーズの登場人物。
- ラオG - 漫画及びアニメ『ONE PIECE』の登場人物。
- G (ストリートファイター) - 格闘ゲーム『ストリートファイターV』の登場人物。

### 小文字g
- 質量の単位、グラム。
- 標準重力加速度。
- 数学で f の次の2番目の関数を表す。
- フラクトゥールでリー環を表す。

## 符号位置
| 大文字 | Unicode | JIS X 0213 | 文字参照            | 小文字 | Unicode | JIS X 0213 | 文字参照            | 備考                     |
| ------ | ------- | ---------- | ------------------- | ------ | ------- | ---------- | ------------------- | ------------------------ |
| G      | U+0047  | 1-3-39     | &#x47; &#71;        | g      | U+0067  | 1-3-71     | &#x67; &#103;       |                          |
| Ｇ     | U+FF27  | 1-3-39     | &#xFF27; &#65319;   | ｇ     | U+FF47  | 1-3-71     | &#xFF47; &#65351;   | 全角                     |
| Ⓖ      | U+24BC  | ‐          | &#x24BC; &#9404;    | ⓖ      | U+24D6  | 1-12-37    | &#x24D6; &#9430;    | 丸囲み                   |
| 🄖      | U+1F116 | ‐          | &#x1F116; &#127254; | ⒢      | U+24A2  | ‐          | &#x24A2; &#9378;    | 括弧付き                 |
| ᴳ      | U+1D33  | ‐          | &#x1D33; &#7475;    | ᵍ      | U+1D4D  | ‐          | &#x1D4D; &#7501;    | 上付き文字               |
| 𝐆      | U+1D406 | ‐          | &#x1D406; &#119814; | 𝐠      | U+1D420 | ‐          | &#x1D420; &#119840; | 太字                     |
| 𝐺      | U+1D43A | ‐          | &#x1D43A; &#119866; | 𝑔      | U+1D454 | ‐          | &#x1D454; &#119892; | イタリック体             |
| 𝑮      | U+1D46E | ‐          | &#x1D46E; &#119918; | 𝒈      | U+1D488 | ‐          | &#x1D488; &#119944; | イタリック体太字         |
| 𝒢      | U+1D4A2 | ‐          | &#x1D4A2; &#119970; | ℊ      | U+210A  | ‐          | &#x210A; &#8458;    | 筆記体                   |
| 𝓖      | U+1D4D6 | ‐          | &#x1D4D6; &#120022; | 𝓰      | U+1D4F0 | ‐          | &#x1D4F0; &#120048; | 筆記体太字               |
| 𝔊      | U+1D50A | ‐          | &#x1D50A; &#120074; | 𝔤      | U+1D524 | ‐          | &#x1D524; &#120100; | フラクトゥール           |
| 𝔾      | U+1D53E | ‐          | &#x1D53E; &#120126; | 𝕘      | U+1D558 | ‐          | &#x1D558; &#120152; | 黒板太字                 |
| 𝕲      | U+1D572 | ‐          | &#x1D572; &#120178; | 𝖌      | U+1D58C | ‐          | &#x1D58C; &#120204; | フラクトゥール太字       |
| 𝖦      | U+1D5A6 | ‐          | &#x1D5A6; &#120230; | 𝗀      | U+1D5C0 | ‐          | &#x1D5C0; &#120256; | サンセリフ               |
| 𝗚      | U+1D5DA | ‐          | &#x1D5DA; &#120282; | 𝗴      | U+1D5F4 | ‐          | &#x1D5F4; &#120308; | サンセリフ太字           |
| 𝘎      | U+1D60E | ‐          | &#x1D60E; &#120334; | 𝘨      | U+1D628 | ‐          | &#x1D628; &#120360; | サンセリフイタリック     |
| 𝙂      | U+1D642 | ‐          | &#x1D642; &#120386; | 𝙜      | U+1D65C | ‐          | &#x1D65C; &#120412; | サンセリフイタリック太字 |
| 𝙶      | U+1D676 | ‐          | &#x1D676; &#120438; | 𝚐      | U+1D690 | ‐          | &#x1D690; &#120464; | 等幅フォント             |

| 記号 | Unicode | JIS X 0213 | 文字参照            | 名称                                    |
| ---- | ------- | ---------- | ------------------- | --------------------------------------- |
| ɡ    | U+0261  | ‐          | &#x261; &#609;      | LATIN SMALL LETTER SCRIPT G             |
| ɢ    | U+0262  | ‐          | &#x262; &#610;      | LATIN LETTER SMALL CAPITAL G            |
| 🄶    | U+1F136 | ‐          | &#x1F136; &#127286; | SQUARED LATIN CAPITAL LETTER G          |
| 🅖    | U+1F156 | ‐          | &#x1F156; &#127318; | NEGATIVE CIRCLED LATIN CAPITAL LETTER G |
| 🅶    | U+1F176 | ‐          | &#x1F176; &#127350; | NEGATIVE SQUARED LATIN CAPITAL LETTER G |

## 他の表現法
| フォネティックコード | モールス符号 |
| Golf                 | －－・       |

|        |          | ⠛    |
| 信号旗 | 手旗信号 | 点字 |